# Dajla (Novigrad)
Pour les articles homonymes, voir Dajla.
Dajla est une localité de Croatie située en Istrie, dans la municipalité de Novigrad, dans le comitat d'Istrie. En 2001, la localité comptait 364 habitants.

## Démographie
| 1948 | 1953 | 1961 | 1971 | 1981 | 1991 | 2001 |
| ---- | ---- | ---- | ---- | ---- | ---- | ---- |
| 419  | 272  | 316  | 354  | 364  | 307  | 364  |